# Бо Гансон (веслувальник)
Бо Гансон (англ. Bo Hanson, 7 серпня 1973) — австралійський академічний веслувальник.
Бронзовий призер Олімпійських Ігор 1996 (парні четвірки), 2000 (розпашні четвірки без стернового), 2004 (вісімки) років, учасник 1992 року.
Срібний призер Чемпіонату світу 1999, 1991 років у складі розпашної четвірки без стернового.
Чемпіон Співдружності 1994 року в складі парної четвірки.